# 商传
商传（1945年11月—2017年12月26日），生於河北省清苑县，中国明史、社会史专家，博士生导师，历史学家商鸿逵之子。其导师乃历史学家谢国桢，曾任中国社科院历史研究所助理研究员、研究员，社会史研究室副主任、主任，所学术委员，所专业技术职务评审委员会委员。

## 生平
1945年，出生在河北保定，父亲是史学家商鸿逵 。
1968年，毕业于北京师范学院分院（今首都师范大学）歷史系。
1981年，毕业于中国社会科学院研究生院（今中國社會科學院大學）历史系，师从谢国桢。 在早年研究中，主要是研究政治和乡村系统，之后转为社会和文化史研究。
2010年，担任中国明史学会会长。同年，受邀参加百家讲坛《永乐大帝》的节目录制。
2013年，《百家讲坛》再邀他主讲《明太祖朱元璋》；4月20日，由商传修订润色的《明太祖朱元璋》新书发布。
2009年—2015年间，在《百家讲坛》录制20余期明史专题讲座。
2015年，开展《走进晚明》全国巡讲，推动明史知识大众化传播。商传承担了国家重点项目《中国通史·明代卷》合著、《中国历史大辞典·明史卷》（合著）的主要撰稿及组织工作出版专著《永乐皇帝》《明代文化志》等，参与《名山藏》等重要古籍的整理校勘，于《光明日报》、《历史研究》、《中国史研究》等权威核心期刊发表各类学术论文、评述80余篇。
2017年9月，商传卸任中国明史学会会长职务，改任学会首席顾问；12月26日中午，在北京逝世，享壽72岁。